# Maria Adelaide (pirofregata)
La Maria Adelaide è stata una pirofregata di I rango ad elica della Regia Marina, già della Marina del Regno di Sardegna.

## Storia
Progettata dal generale ispettore del Genio Navale Francesco Mattei e costruita nei cantieri della Foce a Genova, la nave fu completata nel 1860 per conto della Marina del Regno di Sardegna. Scafo in legno con carena rivestita in rame, con tre alberi a vele quadre.

## Armamento
Gli storici e tutti coloro che si sono occupati della Marina del Regno di Sardegna hanno sempre assegnato alla Maria Adelaide un armamento identico a quello della coppia di pirofregate che l’hanno preceduta, il Carlo Alberto e il Vittorio Emanuele, riportando acriticamente quanto scritto da Lamberto Radogna in Cronistoria delle unità da guerra delle Marine preunitarie che assegnò alla Maria Adelaide "26 cannoni da 40 libbre" (162,8 mm) in batteria e "16 obici da 20 libbre" (in realtà cannoni-obici da 20 cm) in coperta.
In realtà l’armamento della Maria Adelaide era completamente differente sia nel calibro che nella disposizione e consisteva in 30 cannoni da 80 libbre (205 mm) collocati sul ponte di batteria incavalcati su affusti "a sfregamento" mentre in coperta si trovavano solamente altri due cannoni da 80 libbre, che erano collocati all’estrema prua e poppa su affusti “a telaio” da circolare (ossia affusti rotanti intorno ad un perno anteriore).

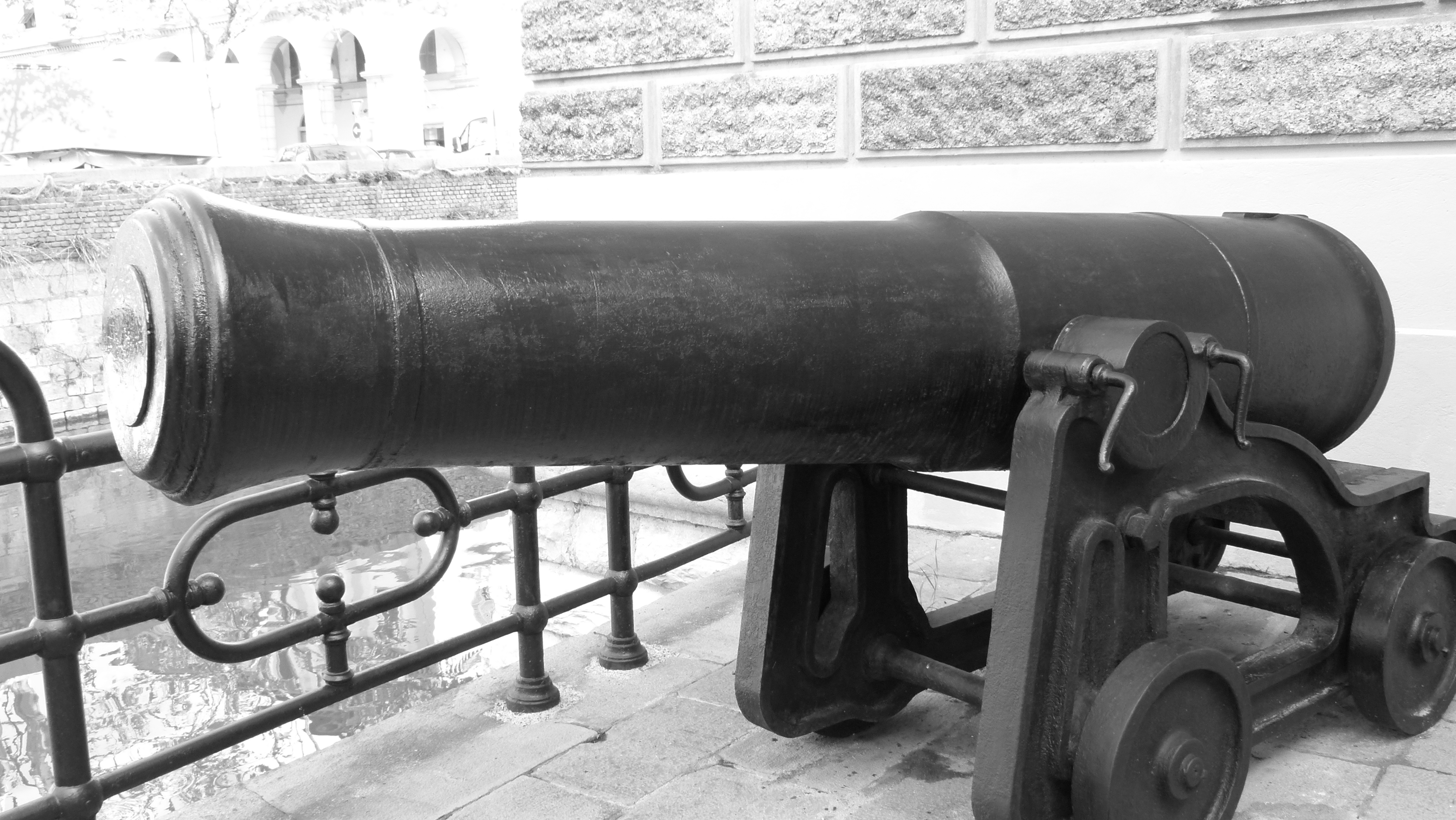
Esemplare di cannone da 80 libbre della Marina del Regno di Sardegna esposto all'ingresso del Museo Tecnico Navale di La Spezia.

L’inusuale armamento fu un esperimento, fortemente voluto dal capitano di vascello Angelo Marchese, Sotto-direttore del Materiale d’Artiglieria della Marina sarda ma avversato dell’ing. Mattei, Direttore delle Costruzioni Navali, che avrebbe dovuto essere replicato anche nella successiva fregata Duca di Genova. I vantaggi prospettati dal capitano Marchese furono la maggiore potenza e gittata del cannone da 80 rispetto a quello da 40 e al cannone-obice da 20 cm, l'uniformità delle cariche di lancio e di proietti di un armamento composto da cannoni di un unico calibro e modello, che avrebbe evitato pericolose confusioni in combattimento, e la maggiore sicurezza che avrebbe dato l'avere tutta l'artiglieria e i suoi armamenti concentrati nel ponte di batteria al riparo dalla caduta di parti dell'alberatura spezzate dai proietti avversari.
La maggior parte degli ufficiali della Marina sarda non furono però soddisfatti dall’armamento della Maria Adelaide e quando si trattò di definire quello del Duca di Genova fu convocata un’apposita commissione che si pronunciò a maggioranza a favore di un ritorno all’armamento classico misto costituito da cannoni di medio calibro e cannoni-obici di grosso calibro suddivisi tra i ponti di coperta e di batteria. La motivazione principale di questa decisione fu che la maggiore gittata del cannone da 80 rispetto a quello da 40 a distanze superiori ai 1.000 metri era annullata dall’imprecisione insita nelle artiglierie ad anima liscia e dall'insufficiente addestramento dei cannonieri. Inoltre prevalse l’opinione del Maffei che il più probabile tipo di combattimento che le navi sarde si sarebbero trovate ad affrontare era quello tra nave e nave che si riteneva si sarebbe svolto a distanza ravvicinata e dove la più lenta cadenza di tiro del cannone da 80 avrebbe costituito uno svantaggio.
La Maria Adelaide continuò tuttavia a mantenere l’armamento di grosso calibro collocato unicamente sotto coperta: nel 1859 otto dei suoi cannoni da 80 furono sostituiti con altrettanti pezzi dello stesso calibro sempre ad avancarica ma rigati; durante la campagna di Lissa del 1866 il suo armamento era invece costituito da 22 cannoni da 80 ad anima liscia e da 10 cannoni ad avancarica da 16 cm (calibro 165 mm)rigati e cerchiati. Il suo armamento venne modificato radicalmente quando venne trasformata in nave-scuola cannonieri.

## Attività
Dopo aver svolto le prove di collaudo il 3 febbraio 1860, la Maria Adelaide entrò in servizio otto giorni più tardi.
Ammiraglia del contrammiraglio Carlo Pellion di Persano, la pirofregata conobbe il suo primo impiego bellico a pochi mesi dall'entrata in servizio, nel corso dell'Impresa dei Mille: nell'aprile-maggio 1860 fu impiegata per il trasporto in Toscana delle truppe e degli armamenti sardo-piemontesi in preparazione dell'occupazione dello Stato della Chiesa. In giugno la Maria Adelaide fu dislocata dapprima a Cagliari e poi a Palermo onde poter osservare e seguire l'avanzata delle truppe garibaldine in Sud Italia.
Inviata poi in Adriatico nel settembre 1860, la Maria Adelaide, in quanto nave ammiraglia di Persano, prese parte all'assedio di Ancona. Il 16 settembre la squadra di cui la pirofregata faceva parte giunse nei pressi del capoluogo marchigiano; dopo aver inviato la pirofregata Costituzione in ricognizione, la formazione di Persano diresse per Rimini e poi Senigallia per cercare il generale Fanti, col quale l'ammiraglio avrebbe dovuto concordare le operazioni per occupare la piazzaforte marchigiana; il generale si era tuttavia già spostato con le sue truppe a Castelfidardo, e qui lo contattò Persano. Il 18 settembre, pianificato l'attacco, la flotta italiana fece la sua comparsa nelle acque di Ancona, venendo fatta segno del tiro delle fortezze difensive ed aprendo quindi a sua volta il fuoco. In questa prima azione di bombardamento venne pesantemente danneggiata la batteria di Colle Cappuccini, ma alcune cannonate caddero anche sulla città provocando la morte di una donna e due bambini. Il 20 settembre fu posto il blocco navale (eccezion fatta solo per la pesca), mentre il 22 ed il 23 furono effettuate nuove azioni di bombardamento, dirette principalmente contro la batteria del Cardeto. Il 25 ed il 26 settembre vennero fatti tentativi per rimuovere le catene che impedivano alle navi italiane l'accesso al porto: due squadre della Maria Adelaide, imbarcate su altrettante scialuppe rimorchiate dall'avviso Monzambano, tentarono di prendere terra per rimuovere le catene, ma il 25 settembre vennero scoperte dalle truppe pontificie e respinte con perdite da ambo le parti; l'indomani i drappelli fecero in tempo a sbarcare ed iniziare l'opera di rimozione delle catene, ma dovettero nuovamente ritirarsi. La situazione per le navi italiane stava inoltre divenendo piuttosto precaria: il carbone iniziava a scarseggiare e mancavano approdi per poter effettuare eventuali riparazioni. All'una del pomeriggio del 28 settembre le pirofregate Governolo, Costituzione e Vittorio Emanuele, si ormeggiarono nei pressi della potente fortezza della Lanterna e, nonostante il continuo cannoneggiamento da parte del forte ed il vento di scirocco che complicava l'operazione, le tre navi, cui poi fu inviata in rinforzo anche la pirofregata Carlo Alberto, mentre la Maria Adelaide veniva fatta approntare allo stesso scopo), danneggiarono pesantemente la Lanterna ed affondarono tutte le imbarcazioni ormeggiate nei suoi pressi; infine la Vittorio Emanuele, avvicinatasi ulteriormente, colpì il deposito munizioni del forte, che saltò in aria (rimasero uccisi 125 artiglieri su 150), tra le cause principali della resa della città, avvenuta l'indomani.
Il 27 ottobre 1860 la Maria Adelaide fu inviata alla foce del Garigliano e cannoneggiò le truppe borboniche per appoggiare la vittoria delle forze sabaude nel corso di tale battaglia.
Pochi mesi dopo la nave, agli ordini del capitano di vascello Guglielmo Acton ed imbarcando ancora l'ammiraglio Persano, partecipò al bombardamento ed alla presa di un’altra piazzaforte marittima, quella di Gaeta. La Maria Adelaide si portò nelle acque antistanti Mola di Gaeta il 19 gennaio 1861, ed il 22 gennaio salpò per partecipare, insieme al resto della squadra navale, all'attacco alle fortificazioni di Gaeta: in tale azione si distinsero appunto la Maria Adelaide ed un'altra pirofregata, la Carlo Alberto, che fecero fuoco contro le batterie di Punta Stendardo-Santa Maria e di Ponente. In particolare la Maria Adelaide partecipò alla prima fase del bombardamento (lievemente in ritardo rispetto alle altre unità, Carlo Alberto, Vittorio Emanuele, Costituzione e Monzambano) contro la città dalla parte del faro, poi, dopo essersi ritirata temporaneamente a causa di alcuni colpi a bordo (che non avevano tuttavia provocato danni molto rilevanti) riprese l'azione bombardando, insieme alle pirofregate Carlo Alberto e Vittorio Emanuele ed alla pirocannoniera Ardita, le fortificazioni centrali. Nel corso del 22 gennaio le navi italiane, salpate alle 9.30, avevano sparato 4.000 proiettili; gran parte delle unità della flotta, Maria Adelaide compresa, aveva riportato dei danni a causa del tiro delle fortezze borboniche, mentre nel cannoneggiamento delle navi italiane era stato affondato l'avviso borbonico Etna e gravemente danneggiata la fregata Partenope. Il 15 febbraio la Maria Adelaide salpò da Gaeta per scortare a Napoli Eugenio di Savoia Principe di Carignano, poi, dal 17 al 24 febbraio, tornò a partecipare alle azioni di bombardamento di Gaeta. La resa di Gaeta avvenne il 13 febbraio 1861, in seguito all'esplosione del deposito munizioni «Transilvania». Undici membri dell'equipaggio della Maria Adelaide vennero decorati di Medaglia d'argento al valor militare per le operazioni dell'assedio di Gaeta.

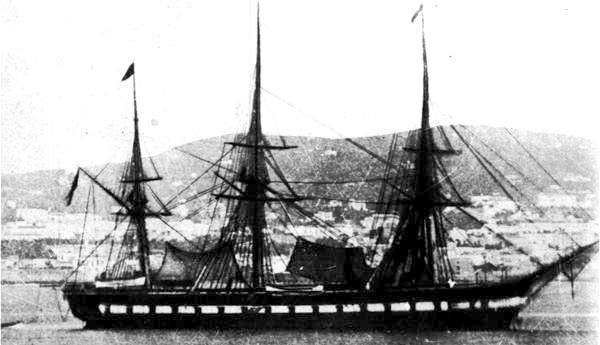
La nave alla fonda a La Spezia.

Nel marzo 1861 la pirofregata partecipò al bombardamento della fortezza di Messina, ultimo nucleo di resistenza borbonico, che si arrese il 13 marzo.
Il 17 marzo 1861 la Maria Adelaide venne iscritta nei ruoli della neonata Regia Marina; nel corso dello stesso mese divenne nave ammiraglia della I Divisione Navale, al comando del contrammiraglio Giovan Battista Albini.
Alle 6.30 del 28 aprile la nave, con a bordo il contrammiraglio Albini, lasciò La Spezia unitamente alla pirofregata Duca di Genova ed alla pirocorvetta Magenta per intervenire a favore dei cittadini italiani in Tunisia, ov'era scoppiata una grave rivolta: la squadra italiana gettò le ancore nelle acque del golfo di Tunisi alle dieci del mattino del 30 aprile.
Negli anni successivi la nave svolse principalmente ruoli di rappresentanza, poi, durante la terza guerra d'indipendenza, la nave ebbe nuovamente il ruolo di ammiraglia del viceammiraglio Albini, comandante della II Squadra (navi in legno) dell'Armata d'Operazioni, e partecipò alle operazioni di tale conflitto in Adriatico.
Il mattino del 21 giugno 1866 la flotta italiana lasciò la base di Taranto e fece rotta per Ancona, dove arrivò il 25 giugno, di pomeriggio. Il 26 giugno nove delle unità corazzate delle squadre I e III presero il mare per affrontare una squadra navale austroungarica: in tale occasione (le due flotte rientrarono alle basi dopo essersi reciprocamente avvistate) la Maria Adelaide dovette trasferire uno dei propri meccanici alla pirofregata corazzata Ancona, il cui personale di macchina, in gran parte francese e non disposto a lasciarsi coinvolgere in un conflitto tra nazioni estere, era sbarcato. La stessa Maria Adelaide aveva deficienze nell'equipaggio: su un totale di 64 cannonieri che avrebbe dovuto avere a bordo, solo nove erano effettivamente imbarcati.
Dall'8 al 12 luglio la flotta italiana fu in crociera di guerra nell'Adriatico, senza tuttavia incontrare forze navali nemiche.
Nel primo pomeriggio del 16 luglio l'armata salpò da Ancona diretta a Lissa, dove di progettava di sbarcare. L'attacco ebbe inizio nella mattina del 18 luglio, con pesanti bombardamenti diretti contro le fortificazioni dell'isola: la Maria Adelaide, insieme alle altre unità della II Squadra (pirofregate Vittorio Emanuele, Gaeta, Duca di Genova e Garibaldi, pirocorvetta San Giovanni), avrebbe dovuto bombardare le fortificazioni di Porto Manego, luogo prescelto per lo sbarco. Di fatto fu appunto la sola Maria Adelaide, oltre alla Vittorio Emanuele, ad eseguire una peraltro blanda azione di bombardamento contro la batteria San Vito: l'unità eseguì una singola bordata di quattordici pezzi, mentre la Vittorio Emanuele sparò un solo colpo con il cannone prodiero da 270 mm, poi Albini convocò tutti i comandanti sulla Maria Adelaide e, dopo averli consultati, decise di ritirarsi, decisione che poi giustificò con la presenza di scogli affioranti e di una batteria precedentemente non individuata. Inoltre le fregate in legno, pur disponendo di portelli che consentivano una maggiore elevazione dei cannoni rispetto alle unità corazzate, si erano portate troppo sottocosta per poter efficacemente battere le batterie avversarie, la cui altitudine fu peraltro sovrastimata.
Nella mattina del 19 luglio, giunte di rinforzo le pirofregate Principe Umberto, Carlo Alberto e Governolo con una compagnia di fanteria, l'azione contro Lissa riprese. Nella giornata del 19 luglio le navi della II Squadra (giunta ora a comprendere tutte le unità in legno dell'armata, ovvero sette pirofregate ad elica e due a ruote, oltre ad una pirocorvetta ad elica), insieme alla flottiglia cannoniere del capitano di fregata Sandri (tre unità, più un avviso, un trasporto ed una nave ospedale), dapprima bombardarono i forti esterni di Porto San Giorgio, quindi effettuarono un tentativo di sbarco con 2.000 uomini a Porto Carober. Il tentativo di sbarco fallì in quanto il viceammiraglio Albini, vedendo le scialuppe con le truppe destinate allo sbarco bersagliate da un forte tiro di fucileria, ordinò di riprendere a bordo tutte le truppe.
All'alba del 20 luglio, ricevuto un rinforzo di 500 uomini (la forza da sbarco ammontava ora a 2.500-3.000 uomini), la II Squadra si portò nuovamente nelle acque di Porto Carober per ritentare lo sbarco, ma alle 7.50 del mattino, mentre lo sbarco era già in corso, sopraggiunse la squadra navale austroungarica agli ordini del viceammiraglio Wilhelm von Tegetthoff: ebbe così inizio la battaglia di Lissa, conclusasi con una drammatica sconfitta della flotta italiana. L'ammiraglio Albini ordinò di sospendere lo sbarco e di reimbarcare in fretta le truppe, facendo rientrare le scialuppe e facendole prendere a rimorchio dalle cannoniere di Sandri: il reimbarco fu tuttavia frettoloso e non pochi equipaggiamenti vennero abbandonati e caddero quindi in mano nemica. Inoltre, Albini perse tempo a recuperare le scialuppe, compito che, secondo gli ordini, avrebbe dovuto essere di competenza della sola flottiglia Sandri. Nei piani di battaglia del comandante l'armata, ammiraglio Carlo Pellion di Persano, la II Squadra avrebbe dovuto seguire e supportare il gruppo delle corazzate, composto dalle squadre I e III con, in quel momento, dieci unità, ma Albini, che aveva rancori nei confronti di Persano, procedette così lentamente da restare molto distanziato, quindi non partecipò minimamente alla battaglia, lasciando le dieci corazzate di Persano a battersi da sole contro l'intera flotta austroungarica (26 unità). Se si eccettua l'iniziativa dei loro comandanti della Principe Umberto e della Governolo, che lasciarono il loro posto nella II Squadra per accorrere in aiuto delle corazzate ma vennero presto richiamati indietro (Albini sottolineò l'ordine facendo sparate alla Maria Adelaide una cannonata, la sola esplosa da questa nave durante tutta la battaglia), la II Squadra rimase del tutto inattiva per tutta la durata della battaglia, che vide la perdita, da parte italiana, delle unità corazzate Re d’Italia e Palestro. Dopo un tentativo di contrattacco ordinato da Persano ma seguito da due sole unità, e pertanto subito abortito, la battaglia si concluse verso le 14, anche se la flotta italiana rimase ad incrociare sul posto sino a sera, quando Persano ordinò infine di rientrare ad Ancona.
Successivamente a Lissa l'armata venne sciolta, Albini fu sbarcato e tutte le navi in legno furono fatte rientrare a Taranto.

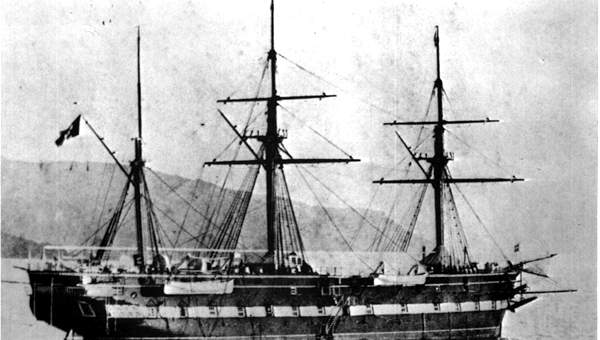
La Maria Adelaide in partenza per l’Atlantico nel 1866

Nel 1866-1867 la Maria Adelaide partecipò ad una crociera in Atlantico.
Nel 1867 la pirofregata fu sottoposta a lavori di modifica in seguito ai quali l'armamento velico divenne a brigantino a palo.
Il 13 giugno 1874, dopo ulteriori modifiche, che avevano portato l'armamento ad essere composto da 32 cannoni, ovvero un cannone rigato da 250 mm, uno da 220 mm, due da 200 mm, diciotto da 160 mm – quattordici in ferro cerchiato e quattro in ferro ritubato –, due da 120 mm, quattro da 75 mm ed altrettanti da 80 mm su affusto da sbarco (altre fonti: 9 pezzi da 220 mm, 4 da 150 mm e 6 da 57 mm), la Maria Adelaide divenne nave scuola cannonieri, con base a La Spezia.
Il 6 ottobre 1894 l'ormai vecchia pirofregata – il cui armamento, nel corso di quell'anno, era stato ridotto ad un cannone rigato da 220 mm, otto da 200 mm e quattro da 160 mm – venne posta in disarmo, ma per altri sei anni venne utilizzata come nave scuola artificieri nelle acque di La Spezia.
Radiata il 15 aprile 1900, la Maria Adelaide venne venduta per demolizione.